# Cruzar el Rubicón
Cruzar el Rubicón (título original en inglés, Rubicon) es una novela histórica obra del autor estadounidense Steven Saylor, publicada por primera vez por St. Martin's Press en 1999. Es el séptimo libro en su serie Roma Sub Rosa de historias de misterio, ambientada en las décadas finales de la República romana. El personaje principal es el detective romano Gordiano el Sabueso.

## Sinopsis
Ambientada en el año 49 a. C., cuando Julio César cruza el Rubicón, prendiendo así la guerra civil en la República romana. Al mismo tiempo que uno de los primos favoritos de Pompeyo ha sido asesinado, Pompeyo y los otros líderes de los Optimates están abandonando Roma para reunir fuerzas en contra de César. Pero Pompeyo obliga a Gordiano a aceptar el trabajo de resolver el asesinato. Para asegurarse de que Gordiano va a obrar con diligencia, coge a su yerno y hace que se una al ejército de Pompeyo, mientras que el hijo adoptivo de Gordiano, Metón, secretario de César, forma parte del otro ejército, el que se acerca a Roma.